# Harold Jellema
Harold Jellema, (Tjalleberd, 1969) is een Nederlands korfbalcoach.

## Carrière als speler
Jellema was speler van Blauw-Wit (Heerenveen). Hij moest echter al op jonge leeftijd stoppen vanwege blessureleed.

## Carrière als coach

### Begin van coachingscarrière
Omdat zijn spelerscarrière vroegtijdig eindigde werd Jellema coach.
In 1992 werd Jellema, op 23-jarige leeftijd, coach van de A1 jeugd van Blauw-Wit Heerenveen, de club waar hij zelf actief was als speler. Het team plaatste zich in seizoen 1992-1993 voor de zaalfinale, maar verloor deze eindstrijd van KV Die Haghe.

### Nic.
In 1994 ging Jellema aan de slag bij het Groningse Nic.. Hier werd hij coach van het 2e team, maar in dit seizoen vertrok coach Jan Tuttel als coach van het 1e team. Jellema schoof als interim coach door naar de hoofdmacht. Dit was meteen een uitdaging, want de ploeg speelde zowel in de zaal als op het veld in de landelijke Hoofdklasse, de hoogste competitie. In de zaal eindigde de ploeg in de middenmoot en ook op het veld handhaafde de ploeg zich.

### TOP
In 1996 verruilde Jellema van club en werd hoofdcoach bij TOP uit Sassenheim. Hij verving hiermee vertrekkend coach Anne van der Zaag.
In zijn eerste seizoen bij de club speelde TOP niet in de landelijke Hoofdklasse, maar had wel de ambitie om daar naartoe te komen. Onder Jellema groeide de ploeg uit tot een sterke 1e klasser.
Seizoen 1998-1999 was zijn 3e en laatste seizoen bij de ploeg. Hugo van den Haak werd zijn vervanger als hoofdcoach.

### Blauw Wit, Heerenveen
In seizoen 2000-2001 was Jellema de coach van zijn oude club, Blauw-Wit Heerenveen. De ploeg speelde in de zaalcompetitie in de Hoofdklasse en wist in dit seizoen degradatie te ontlopen. Hier was wel een beslissingsduel tegen KV Groen Geel voor nodig.
Hierna werd Jellema vervangen door Gerald Aukes als hoofdcoach.

### Return bij TOP
In 2004 keerde Jellema terug als hoofdcoach bij TOP. Hij nam het stokje over van vertrekkend coach Gert-Jan Kraaijeveld. In seizoen 2005-2006 sprak de club de ambitie uit om te promoveren naar de nieuw opgerichte Korfbal League, de hoogste zaalcompetitie van Nederland. In dit seizoen zat TOP dichtbij promotie, maar lukte dat net niet. In 2006 nam Hans Heemskerk het van hem over.

### Unitas
In 2006 ging Jellema aan de slag bij 1e klasse Unitas. In seizoen 2009-2010, zijn laatste jaar promoveerde hij met de ploeg naar de Hoofdklasse.

### Koog Zaandijk
In 2011 werd Jellema benaderd door Koog Zaandijk, een grote club die in 2010 nog Korfbal League kampioen was geworden. Coach Remco Boer vertrok en Jellema werd voor seizoen 2011-2012 aangenomen als nieuwe hoofdcoach. De ploeg had een sterke selectie, met spelers zoals Tim Bakker en Rick Voorneveld en de ambities waren hoog.
Gedurende in het seizoen werd Jellema in februari 2012 ontslagen bij de club, vanwege gebrek aan chemie. Zo werden Jenne Warrink en Wim Bakker aangesteld als interim coaches en KZ won de Korfbal League alsnog.

### Return bij Nic.
Na zijn ontslag bij Koog Zaandijk werd Jellema voor seizoen 2012-2013 de nieuwe hoofdcoach bij Nic.. Hij verving hier vertrekkend coach Albert Nijdam.
In zijn eerste seizoen, 2012-2013 werd Nic. 9e in de Korfbal League. Hierdoor moest het degradatie-playdowns spelen. In de best-of-3 serie won de ploeg van DOS'46 en handhaafde zich zodoende in de league. In de veldcompetitie deed de ploeg het echter goed en eindigde als 3e in de Ereklasse A.
In seizoen 2013-2014 had Nic. het wederom lastig. In de korfbal league werd de ploeg 10e en hiermee was degradatie een feit. In de veldcompetitie handhaafde de ploeg zich ternauwernood. Na 2 seizoenen bij Nic. Werd Jellema vervangen door de nieuwe hoofdcoach Jos Bosma.

### De Meeuwen
In 2014 werd Jellema de nieuwe hoofdcoach bij De Meeuwen, een club uit Putten.
In oktober 2015, in zijn tweede seizoen stopte hij ermee vanwege privé-omstandigheden. Edwin Bouman en Tom Stoffelsen werden interim coaches om het seizoen af te maken.

### Wêz Handich/DOW/TFS
Na iets korter dan zes jaar dook Jellema weer op als trainer/coach. Vanaf augustus 2021 maakt hij deel uit van de technische staf van Wêz Handich/DOW/TFS, waar hij hoofdcoach Jan Jouke Flokstra assisteert bij trainingen en wedstrijden. In het seizoen 2021-2022 acteert Wêz Handich/DOW/TFS in zowel de veld- als de zaalcompetitie in de 1e klasse.